# Robonaut

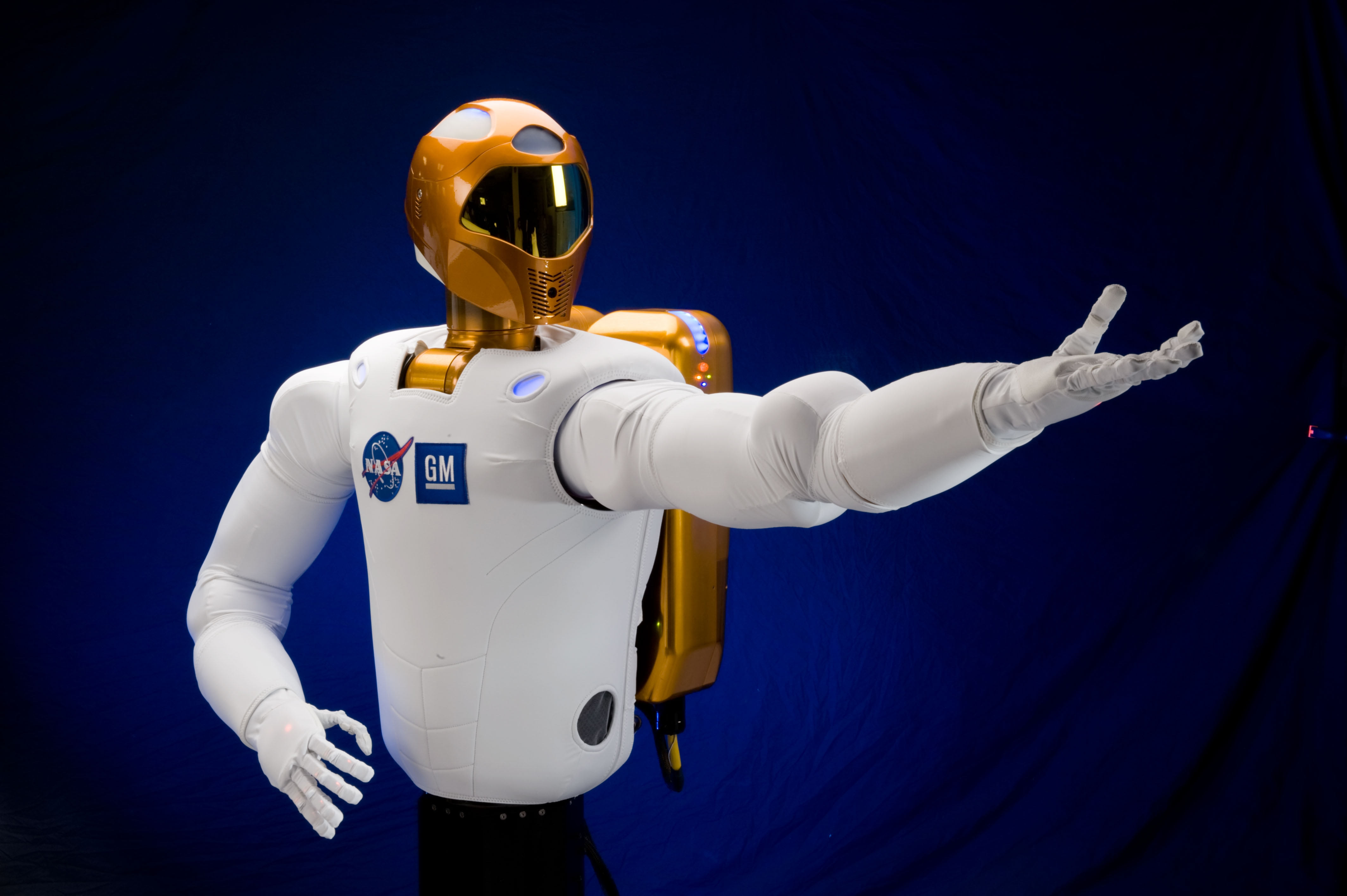
R2 - 2009. Július

A Robonaut (Robotic Astronaut) egy emberszabású robot, amit a NASA és a General Motors fejlesztett ki közösen Johnson Űrközpontban, Houstonban. Ez egy teljesen más fajta robot, mint az eddigiek. A jelenlegi robot rendszerek nagy tömegek mozgatására (robotkarok, daruk), bolygó felszínek kutatására, felderítésére (roverek) szánták. A Robonaut kézügyessége miatt, olyan feladatokat tud elvégezni kint az űrben, amik az űrhajósok feladata lenne.
Az alapötlet az volt, hogy egy olyan robotot készítsenek, ami a kézügyessége révén meg tudja fogni az űreszközöket és dolgozni is tudjon hasonló környezetben, mint egy űrhajós.
A legújabb Robonaut verzió, az R2-es, amit az STS–133 fedélzetén visznek fel ISS-re 2010 novemberében.
RobonAUT néven (az AUT a versenynek otthont adó tanszéket jelöli) 2010 óta a Budapest Műszaki és Gazdaságtudományi Egyetemen megrendezésre kerülő verseny, ahol a versenyen induló hallgatóknak egy féléves tárgy keretei között autonóm robotokat kell "életre kelteniük".

## Külső hivatkozások
- Robonaut, NASA
- RobonAUT, BME